# Campina do Monte Alegre
Campina do Monte Alegre is een gemeente in de Braziliaanse deelstaat São Paulo. De gemeente telt 5.560 inwoners (schatting 2009).

## Aangrenzende gemeenten
De gemeente grenst aan Angatuba, Buri, Capão Bonito, Itapetininga en Paranapanema.